# Mansfield Shire
Mansfield Shire is een Local Government Area (LGA) in Australië in de staat Victoria. Mansfield Shire telt 7.460 inwoners. De hoofdplaats is Mansfield.